# 越过海洋的握手
《越过海洋的握手》（英語：Hands Across the Sea）是約翰·菲利普·蘇沙寫于1899年的军队进行曲。此曲现在仍然是苏萨的一首较为流行的进行曲，仍然广泛的被乐队表演。

## 背景
蘇沙告诉记者，下面这句话启发他撰写这首进行曲：
我突然有了一个想法；让我们宣誓永恒的友谊。
这首乐曲乃是呈献给所有美国同盟国的，而非特定的國家。1899年作品完成，並且在費城的音樂學院首演時，現場的聽眾熱烈迴響，要求加演三次。1901年，作曲家聆聽弗吉尼亚理工大学的青年团团部乐队（所謂的Highty-Tighties）演奏自己的《雷神》，大為感動，遂決定將《越过海洋的握手》題獻予該樂隊。

## 分析
这首乐曲符合进行曲标准（IAABBCCDCDC）。它开始于F大调，结束于B大调。第三（C）段描绘了一个难忘的抒情旋律。